# Hălmagiu (gmina)
Hălmagiu – gmina w Rumunii, w okręgu Arad. Obejmuje miejscowości Bănești, Bodești, Brusturi, Cristești, Hălmagiu, Ionești, Leasa, Leștioara, Poienari, Tisa i Țărmure. W 2011 roku liczyła 2852 mieszkańców.